# Șandroveț, Turka
Șandroveț (în ucraineană Шандровець) este o comună în raionul Turka, regiunea Liov, Ucraina, formată numai din satul de reședință.

## Demografie
Componența lingvistică a comunei Șandroveț
     Ucraineană (100%)
Conform recensământului din 2001, toată populația comunei Șandroveț era vorbitoare de ucraineană (100%).